# NGC 2381
NGC 2381 је спирална галаксија у сазвежђу Прамац која се налази на NGC листи објеката дубоког неба.
Деклинација објекта је - 63° 4' 1" а ректасцензија 7h 19m 57,4s. Привидна величина (магнитуда) објекта NGC 2381 износи 12,5 а фотографска магнитуда 13,4. NGC 2381 је још познат и под ознакама ESO 88-10, FAIR 266, AM 0719-625, IRAS 07194-6258, PGC 20694.